# Liaängen
Liaängen (ibland även stavad Lia-ängen) är ett naturreservat i Svalövs kommun i Skåne län.
Reservatet består som namnet antyder till största delen av ängsmark.

## Flora och fauna
Växtarter som växer inom reservatet är klasefibbla, svinrot, slåtterblomma, majviva, kärrknipprot, ängsskära, smörbollar och ängsmyskgräs.